# Sylvan (band)
Sylvan is een in 1998 opgerichte Duitse rockband. De band maakt muziek in de trant van Marillion. Ze komt voort uit de band Chamëleon. De eerste albums krijgen van de pers binnen de progressieve rock relatief weinig aandacht. Dat verandert met de release van hun conceptalbum Posthumus Silence. Ook Presets wordt binnen het genre goed ontvangen. In 2008 volgt het eerste live-album.
- 1998: Deliverance
- 2000: Encounters
- 2002: Artificial Paradise
- 2004: X-rayed
- 2006: Posthumous Silence
- 2007: Presets
- 2008: Leaving Backstage
- 2009: Force of Gravity
- 2012: Sceneries
- 2015: Home
- 2021: One to Zero